# Nototodarus
Nototodarus is een geslacht van inktvissen uit de familie van de Ommastrephidae.

## Soorten
- Nototodarus gouldi (McCoy, 1888)
- Nototodarus hawaiiensis (Berry, 1912)
- Nototodarus sloanii (Gray, 1849)